# Гемар, Луи
Луи Гемар (фр. Louis Gueymard; 17 августа 1822, Шаппонэ, Франция — июль 1880, Корбей, Франция) — французский оперный певец (героический тенор).

## Биография
Начал вокальное образование в Национальной опере Лиона, там же дебютировал в 1845 году как оперный певец. Продолжил обучение в 1846—1848 годах в Парижской консерватории. В 1848—1868 годах — солист Гранд-опера, где стал ведущим тенором.
Международный дебют Гемара состоялся в Лондоне в 1854 году, когда он был приглашён выступить в Королевском оперном театре Ковент-Гарден.
С 1858 по 1868 год был женат на бельгийской певице (меццо-сопрано) Полине Гемар-Лотер, также солистке Гранд-опера.

## Творчество
Гемар — участник мировых премьер ряда опер, состоявшихся в Гранд-опера. В частности, он — первый исполнитель партий Ионы в «Пророке» Мейербера, Фаона в «Сапфо» Гуно, Анри в «Сицилианской вечерне» Верди.